# Клин (Рязанская область)
Клин — деревня в Клепиковском районе Рязанской области. Входит в состав Болоньского сельского поселения.

## География
Находится в северной части Рязанской области на расстоянии приблизительно 22 км на запад-северо-запад по прямой от районного центра города Спас-Клепики.

## История
На карте 1850 года показана как поселение с 19 дворами. В 1897 году здесь (тогда деревня Егорьевского уезда Рязанской губернии) было учтено 34 двора.

## Население
Численность населения: 202 человека (1897 год), 3 в 2002 году (русские 100%), 1 в 2010.